# Weltstadthaus (Köln)
Das Weltstadthaus (unternehmensintern auch 5. Weltstadthaus) ist ein Kaufhausgebäude in der Schildergasse 65–67 in Köln. Es gehört dem Düsseldorfer Bekleidungsunternehmen Peek & Cloppenburg. Das Gebäude wurde von Renzo Piano entworfen und am 7. September 2005 eröffnet. Vorangegangen war ein langjähriger Rechtsstreit aufgrund von Mängeln in der Baustatik des Massivbaus, während dessen die Bauarbeiten am halbfertigen Rohbau ruhten. Mit dem Weltstadthaus wurde die Nord-Süd-Fahrt überbaut.

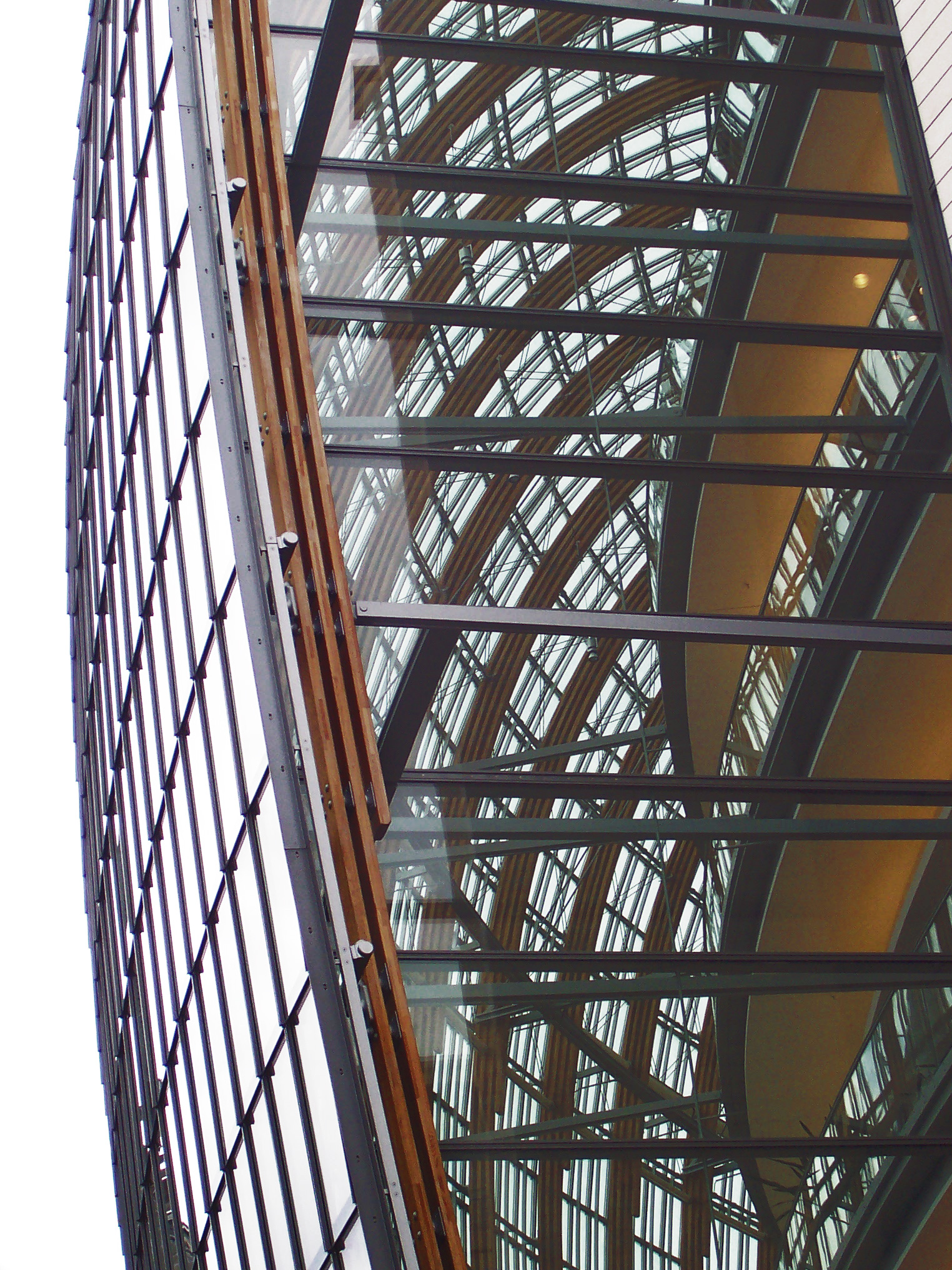
Fassadenkonstruktion des Weltstadthauses

Das Gebäude, das in seiner Form an ein Schiff erinnert, aber auch mit einem gestrandeten Wal verglichen wird und deswegen von den Kölnern Walfisch getauft wurde, umfasst 14.400 m² Verkaufsfläche auf einer Länge von 130 m und einer Breite von 60 m. Das Atrium bietet einen Blick über fünf Stockwerke in 34 m Höhe. Die 4.900 m² große Glasfassade ist aufwändig aus 6.800 einzelnen Scheiben und 66 Holzleimbindern aus sibirischer Lärche konstruiert. Historische Vorbilder finden sich in den Holz-/Glaskonstruktionen von Orangerien und den großen Stahl-/Glas-Treibhäusern des 19. Jahrhunderts wie beispielsweise Kew Gardens in London. 
Die seitliche nördliche Fassade besteht aus 4.400 m² Naturstein; insgesamt wurden 3.400 m² Steinboden (Stein St. Bartholomae, Portugal) und 10.800 m² Parkett verlegt.

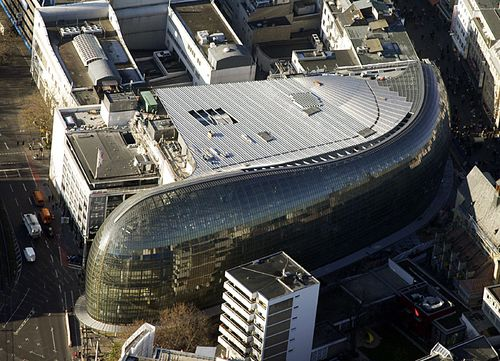
Luftbild

Die Kuppel des Gebäudes ist der Allgemeinheit aufgrund von öffentlichen Auflagen nicht zugänglich. Sie ist für Spezialveranstaltungen und Einladungen des Hauses vorgesehen.
Das Kaufhaus wird von der Modekette Peek & Cloppenburg betrieben und erhielt 2005 eine lobende Erwähnung beim „Deutschen Holzbaupreis“. Im Jahr 2006 wurde es mit dem „Special Jury Award“ des MIPIM-Awards ausgezeichnet.